# IC 5310
IC 5310 је елиптична галаксија у сазвјежђу Водолија која се налази на листи објеката дубоког неба у Индекс каталогу.
Деклинација објекта је - 22° 8' 56" а ректасцензија 23h 20m 47,7s. Привидна величина (магнитуда) објекта IC 5310 износи 14,8 а фотографска магнитуда 15,8. IC 5310 је још познат и под ознакама ESO 605-1, NPM1G -22.0398, PGC 71146.